# مصطکی

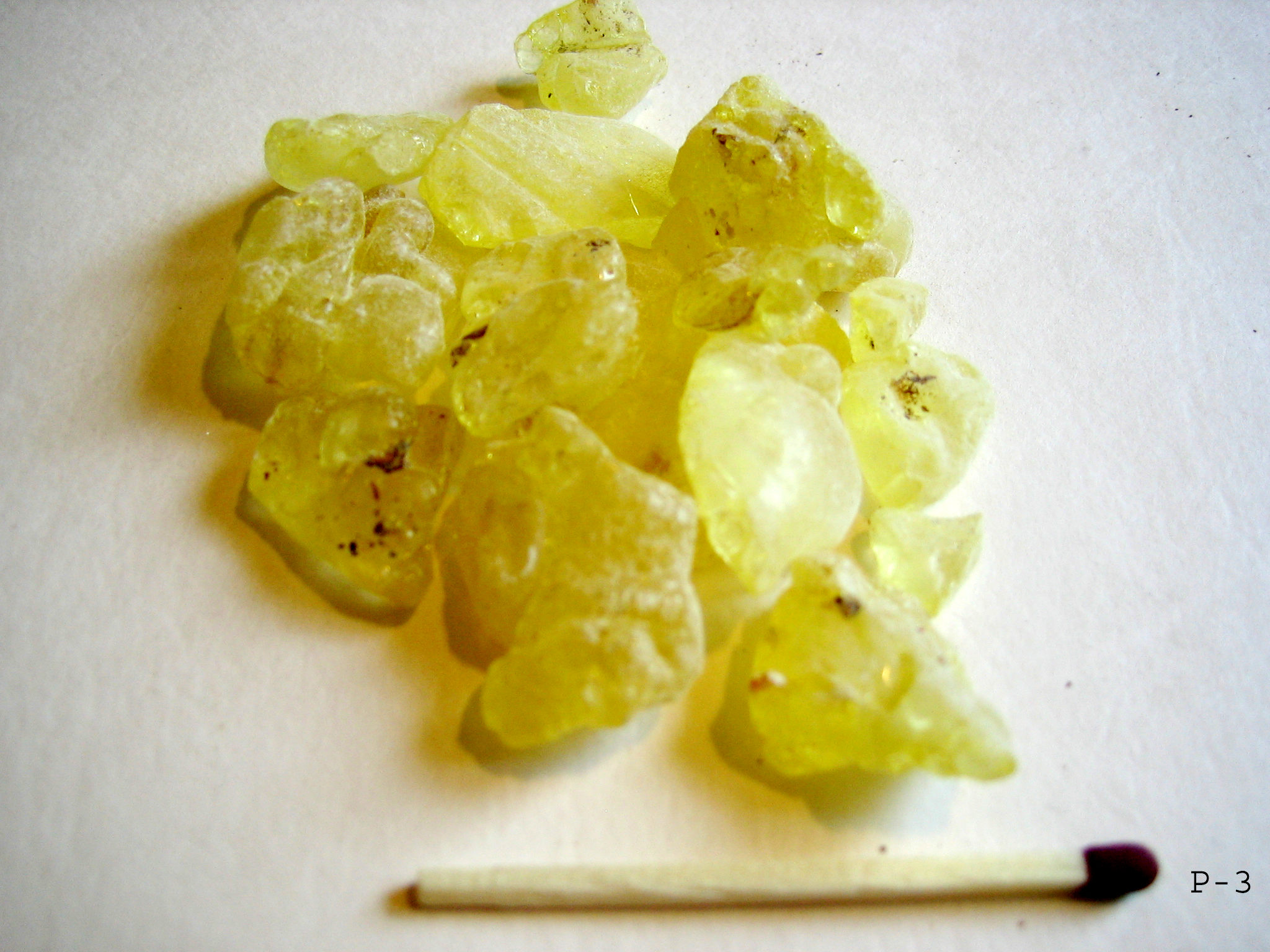
صمغ رزینی مصطکی

مصطکی، (به انگلیسی: Mastic) صمغ زرد رنگی است که از درختچه‌ای به نام پسته مصطکی، (نام علمی: Pistacia lentiscus) گرفته می‌شود.
در فارسی به نام‌های «رماس»، «رماست» و «کِیَه» خوانده شده‌است. در کتاب‌های طب سنتی با نام‌های «مصطکی»، «مصطکی رومی»، «کندر رومی»، «مستکی» و «علِک رومی» ذکر شده‌است. همچنین در انگلیسی به صمغ عربی (Arabic gum) (نباید با صمغ عربی یا (gum Arabic) اشتباه شود)، صمغ یمن (Yemen gum) یا اشک خیوس (tears of Chios) هم خوانده می‌شود.

## مشخصات
عصاره زرد رزینی مصطکی در ماه‌های گرم سال به صورت قطراتی کوچک و خود به خودی از ساقه و شاخه‌های درخت مصطکی به بیرون می‌تراود که در مجاورت هوا سفت شده و به شکل قطرات اشک در بازار به فروش می‌رسد.

## ترکیبات شیمیایی
صمغ رزینی مصطکی تا حدود ۹۰٪ از ماستی‌سیک اسید، ماستی‌کولیک اسید و ماستیکو رزن تشکیل شده‌است. مقداری اسانس نیز در آن یافت می‌شود.

## خواص
در کتاب‌های طب سنتی خواص عدیده‌ای برای این صمغ نوشته شده‌است. از نظر طبیعت این صمغ گرم و خشک، محلل و مقوی است. در معجون‌های تقویت حافظه، جزو داروهای اصلی بشمار می‌رود.

## واژه‌نامه
1. ↑  Masticic acid
2. ↑  Masticolic acid
3. ↑  Masticoresene